# Айос-Николаос (район Афин)
А́йос-Нико́лаос (греч. Άγιος Νικόλαος) — район Афин, расположенный между районами Като Патисия и Айос-Панделеимонас, пересекает проспект Ахарнон (греч. Λεωφόρο Αχαρνών).
Район получил своё название от одноименной церкви по проспекту Ахарнон. Такое же название носит станция «Айос-Николаос» Афинского метрополитена и станция электрического поезда ISAP.